# テレフォン・ゲーム
テレフォン・ゲームは、1981年10月21日に発売されたLORELEIのスタジオ・アルバム。

## 概要
作詞家をはじめ、現在は主にプログレッシヴ・ロック・バンドYuka & Chronoshipのプロデューサー兼ベーシストとして活動している田口俊が在籍していたことで知られる4人組ロック・バンド、LORELEI（ローレライ）が1981年にリリースしたセカンド・アルバム『テレフォン・ゲーム』は須藤薫をゲストボーカルに、杉真理がコーラスで参加した楽曲も収録したローレライの隠れた名盤である。

## 解説
- 「「卒業」のあとで」は須藤薫がゲストボーカルとしてデュエット、杉真理がコーラスとして参加。
「2つのジグソーパズル」は杉が、「涙のサマーブリーズ」は須藤がそれぞれコーラスとして参加している。
- 「限りなき夏」は、浜田省吾バンドのギタリストとして知られる町支寛二がコーラスとして参加している。
- 本作のディレクターは、現在も音楽プロデューサーとして活躍している須藤晃が担当。
- 2018年6月29日にSony Music Shopよりオーダーメイドファクトリーにて復刻リリース、初CD化となった。

## 収録曲
1. 悲しきハーバーライト
作詞・作曲：田口俊
2. ランリー
作詞・作曲：田口俊
3. 「卒業」のあとで	
作詞・作曲：田口俊
4. LOVE HUNGRY PEOPLE
作詞・作曲：田口俊
5. 恋人達のレクイエム(Instrumental)
作曲：中田登志一
6. 2つのジグソーパズル
作詞：田口俊 / 作曲：中田登志一
7. 限りなき夏
作詞：田口俊 / 作曲：関戸研二
8. 涙のサマーブリーズ
作詞：田口俊 / 作曲：中田登志一
9. いとしのクリスタルエンジェル
作詞・作曲：田口俊
10. 真夜中の天使達
作詞：田口俊 / 作曲：井上雅邦
11. 時計じかけの恋
作詞・作曲：田口俊

　　全編曲：ローレライ